# Direct2D
Direct2D – wysokopoziomowe API do programowania aplikacji używających grafiki dwuwymiarowej i wektorowej. Jest dostępny jako część DirectX od wersji 11. Zastąpił zdeprecjonowany interfejs DirectDraw.
Direct2D pozwala na sprzętową akcelerację grafiki 2D poprzez kartę graficzną, oferując wysoką jakość i szybkość.

## Funkcje
Direct2D wspiera:
- renderowanie tekstu ClearType (podobnie jak DirectWrite)
- antyaliasing prymitywów
- rysowanie, wypełnianie krzywych, figur i bitmap
- renderowanie do warstw pośrednich
- zaawansowane operacje na figurach (złączenia, część wspólna, rozszerzanie, obramowanie)